# Scărlătești (okręg Braiła)
Scărlătești – wieś w Rumunii, w okręgu Braiła, w gminie Cireșu. W 2011 roku liczyła 876 mieszkańców.